# Замок МакДермрта

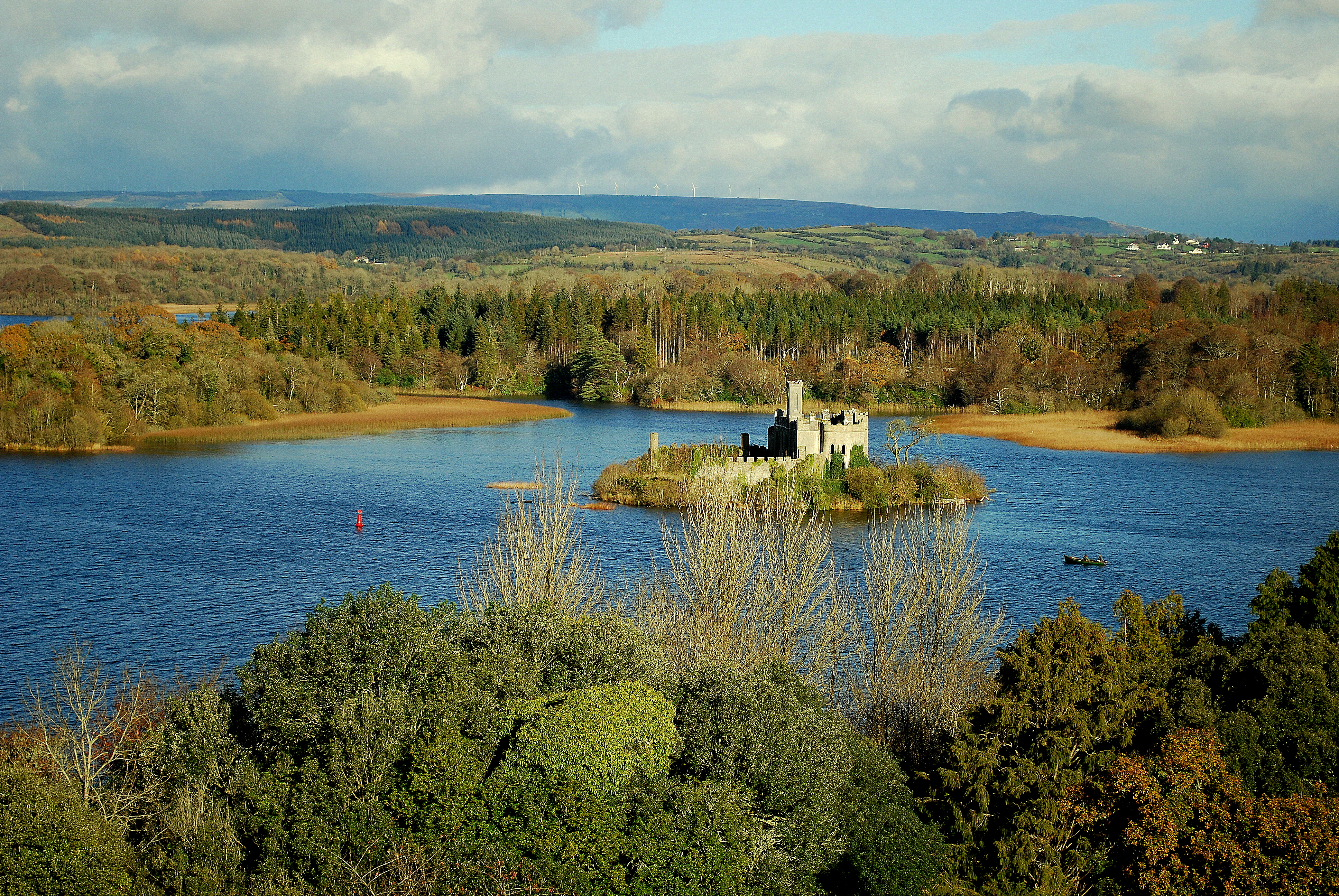
Острів і замок на острові озера Лох-Ке.

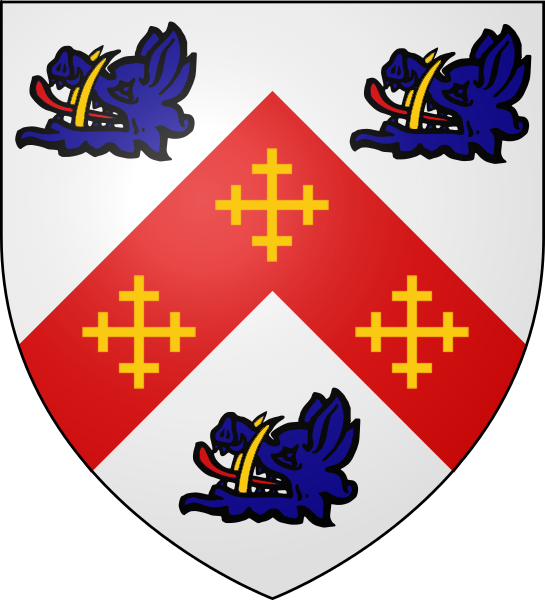
Герб вождів клану Мак Дермот.

Замок МакДермота (англ. McDermott's Castle, ірл. Carraig Mhic Dhiarmada) — замок Каррайг Мік Діармада) — замок Ірландії, розташований в графстві Роскоммон, що стоїть на острові Замку в південно-західній частині озера Лох-Ке. Нині замок МакДермота є пам'яткою історії та архітектури Ірландії національного значення.

## Історія замку МакДермота
Клан Мак Діармада був правлячим кланом у Х — XVI століттях у васальному королівстві Маг Лург (Мойлург), що було складовою частиною королівства Коннахт. Замок стояв на острові серед озера Лох-Ке як мінімум з ХІІ століття. Літопис повідомляє, що в 1184 році блискавка влучила в замок на острові озера Лох-Ке і спричинила пожежу: «Замок на скелі острова озера Лох-Ке був спалений блискавкою. Це була резиденція королів — нащадків Мела Руанайда. Ні товари, ні люди не знайшли захисту в замку — загинули п'ятнадцять чоловіку з клану короля та вождів клану, разом з дружиною вождя клану Мак Діармада — дочкою О'хЕйдіна, разом з дружиною його сина — дочкою Домналла О'Конхобайра та дочкою О'Дубда, сином Доннхада О'Мелбренуйнна, сином Донна О'Маннахайна, двома дочками О'Маннахайна та Мак Менайга, разом з вождем клану Кенел Булг, священиком О'Мелбелтайне, Гіллахіарайном О'Коннахтайном — сином непорочності і світильником благочестя та великою кількістю інших хороших людей. Той хто не згорів у вогні, втопився у хвилях озера, ніхто не врятувався живим із замку, крім Конхобара Мак Діармата та невеликим числом його людей…»
У 1235 році замок обложив норманський феодал Річард Мор де Бург — І барон Коннахт. Почався штурм замку з використанням катапульт, які погрузили на плоти. Обстріл також вівся з кораблів. Кормак Мак Дермот — король Мойлурга змушений був капітулювати. Річард Мор де Бург захопивши замок перебудував його. Але потім клан Мак Діармата відвоював свої землі та замок і королівство Мойлург було відновлене.
Зберігся вірш, що був складений для Томалтахта ан Ейніха Мак Діармата — короля Мойлурга в 1421—1458 роках. У цій поемі розповідається про відьму озера Лох-Ке, що зловживала гостинністю короля Кормака Мак Дермота, що був королем Мойлурга в 1218—1244 роках. Вона гостювала в замку цілий рік, а король мав зобов'язання гостинності в цьому замку.
Клан Мак Дермот втратив замок та острів в 1586 році. Поет Еохайд О'хЕогуса написав вірш, де плакав з приводу пустки, яка запанувала в замку.
Замок був відбудований в 1800 році. Збереглися описи замку, зроблені Ісааком Велдом в 1832 році. Під час Другої світової війни в замку сталася пожежа і замок в черговий раз згорів.
У 2014 році в замку знімали епізоди фільму «Острів Джо».